# Poseidon

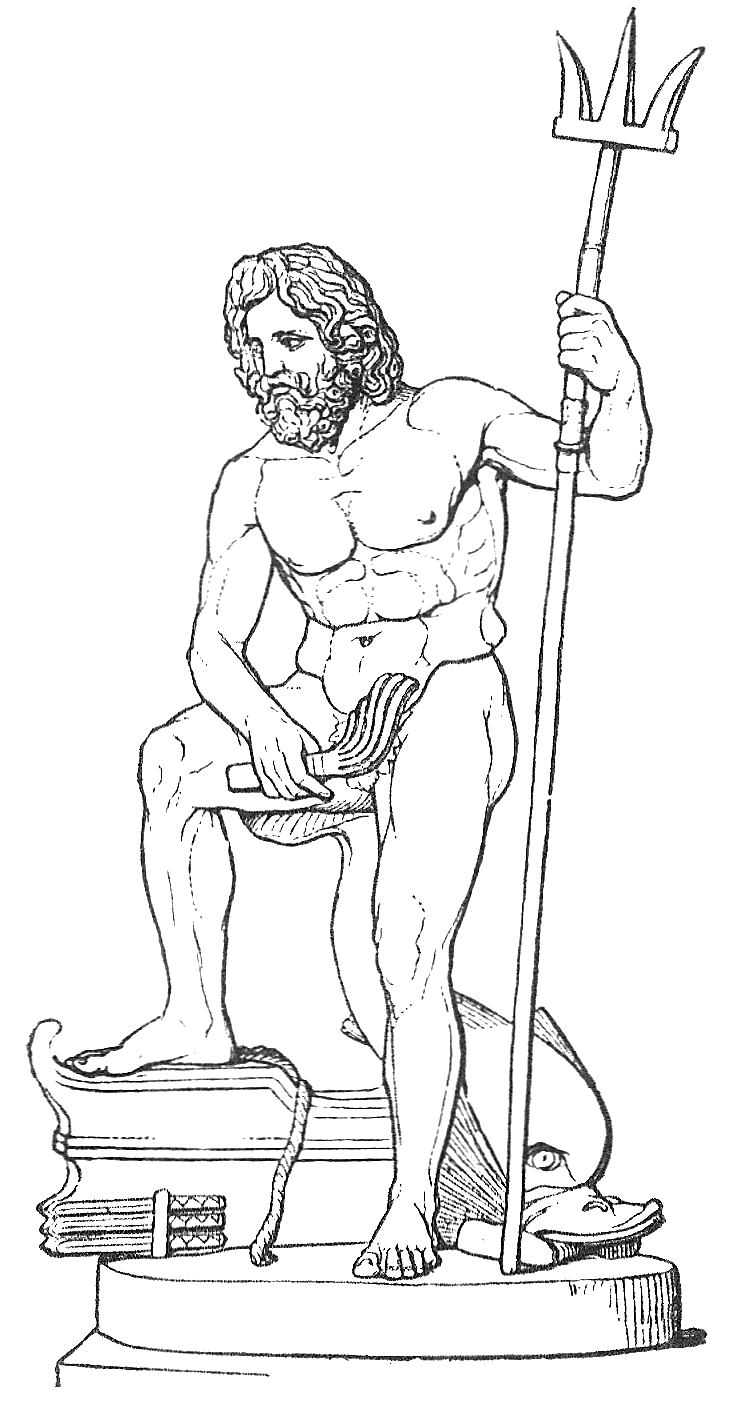
Poseidon (Rom, Lateran)

Poseidon (altgriechisch Ποσειδῶν Poseidṓn) ist in der griechischen Mythologie der Gott des Meeres, Bruder des Zeus und eine der zwölf olympischen Gottheiten, der Olympioi. Das Pferd ist ihm heilig, weshalb Hippios (lateinisch Hippius) einer seiner Beinamen ist.
In der etruskischen Mythologie wurde er dem Nethuns gleichgesetzt, in der römischen dem Neptun. In der Tiefe des Meeres steht sein kristallener Palast.

## Verehrung

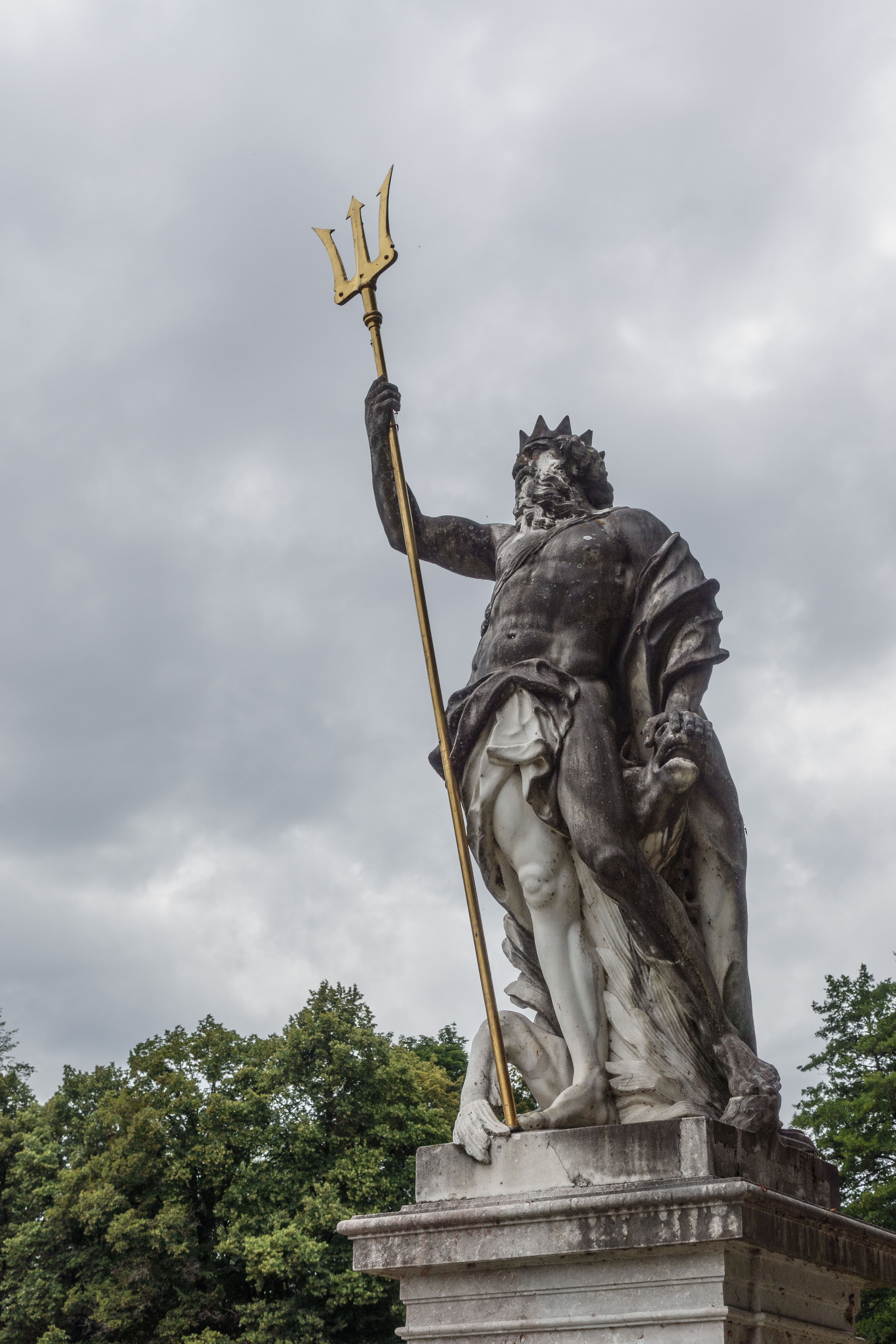
Poseidonstatue im Nymphenburger Park mit Dreizack

Poseidon ist auf spätmykenischen Linear-B-Tontafeln aus Pylos in der Lautung po-se-da-o als oberster Gott bezeugt. Nach Robert Muth sprechen das Vorhandensein von Fest, Heiligtum und Priester für Poseidon sowie das bei Homer beschriebene Opfer neuner schwarzer Stiere des Nestor dafür, dass im Kult dieser Zeit eine Konkurrenz zwischen Zeus und Poseidon bestanden habe, in der sich letztlich Zeus behauptete.
Daneben bestehen typologische Ähnlichkeiten zwischen Zeus und Poseidon, welche die These eines ursprünglich gleichen Ranges beider Götter stützen. Wie Zeus verfügte Poseidon über den Blitz als Waffe, mit dem er die Salzquelle im Erechtheion geöffnet und dadurch ein Blitzmal hinterlassen hatte, er kann ebenso wie Zeus Erdbeben verursachen und zeigt eine vergleichbare sexuelle Aktivität mit entsprechend großer Nachkommenschaft. Bei Homer tritt er zwar nur als übellauniger Meeresgott auf, ist jedoch die einzige Gottheit, die Zeus im Trojanischen Krieg herausfordern kann.
Nach Herodot war Poseidon ursprünglich ein libyscher Gott.
Poseidon war Gott des delphischen Orakels, bevor es Apollon übernahm, und, zusammen mit Athene der Schutzgott der Stadt Athen. Auch war er Schutzgott von Pylos. In Eleusis galt er als Vater des Königs Eumolpos, in Troizen als Vater des Theseus. Außerdem gab es ihm zu Ehren einen Hippioskult, da das Pferd (altgriechisch ἵππος híppos) zu seinen Attributen gehörte. Im Attischen Kalender war ihm ein Monat geweiht.
Seefahrer beteten zu Poseidon für eine sichere Überfahrt und versenkten für ihn Pferde im Meer. Wenn er gut gelaunt war, erschuf Poseidon neue Inseln und ließ die See still und schiffbar sein. Wenn er ergrimmte, stach er mit seinem Dreizack in die Erde, verursachte so Erdbeben, Überschwemmungen und brachte Schiffe zum Sinken.

## Kunst

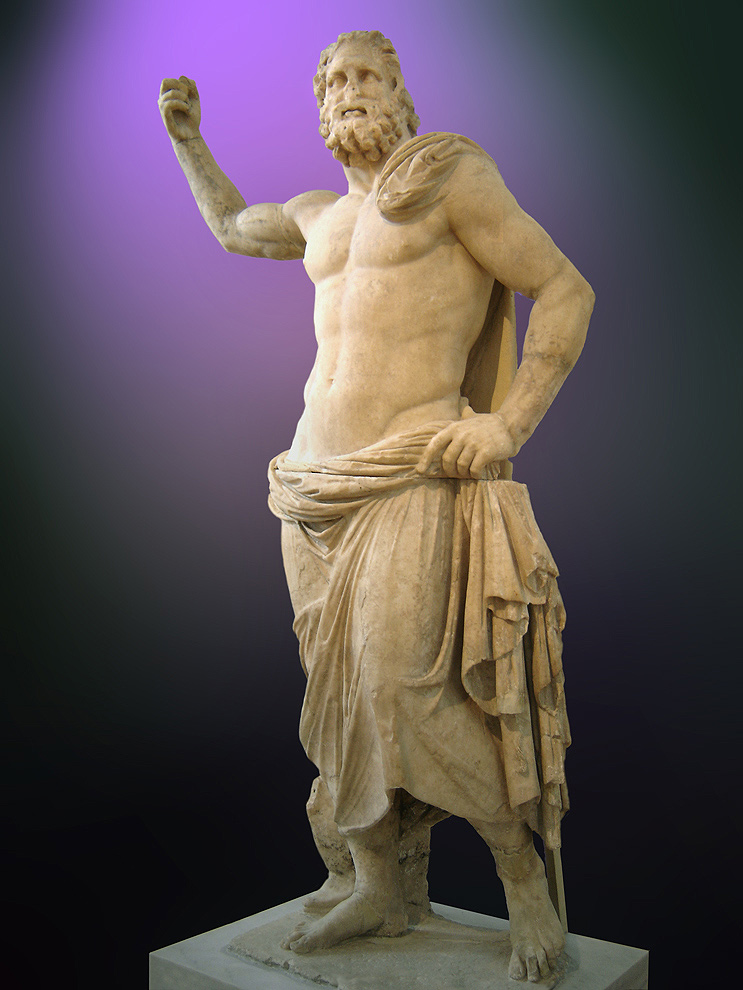
Poseidonstatue, Marmor, Archäologisches Nationalmuseum Athen

Poseidon wird mit einem Streitwagen dargestellt, den große Hippokampen ziehen. Oft wird er mit dem Dreizack und Delphinen dargestellt. Manchmal wird er gemeinsam mit Athene dargestellt, da er sich mit ihr um die Herrschaft von Attika gestritten hat. Häufig findet man Darstellungen der Hochzeit des Poseidon mit Amphitrite, auf einem Wagen, meist gezogen von Pferden, und begleitet von Triton und Nereiden.
Im Archäologischen Nationalmuseum von Athen steht die antike, 2,09 m große Bronzestatue des „Gottes aus dem Meer“, häufig als „Poseidon von Kap Artemision“ (Fundort an der Nordspitze Euböas) bezeichnet. Inzwischen sind die meisten Archäologen der Ansicht, dass es sich dabei um eine Zeusstatue handelt, die in der leeren rechten, erhobenen Hand ein waagerechtes Blitzbündel trug, da Zeus der einzige Gott mit diesem Attribut ist. Poseidon hielt seinen Dreizack in antiker Darstellung nie waagerecht. Vergleiche der Gesichtsformen mit anderen Skulpturen des Strengen Stils des 5. Jahrhunderts unterstützen diese These.

## Mythologisches

### Geburt und Kindheit
Poseidon ist der Sohn des Kronos und der Rhea. Nach seiner Geburt verschlang ihn sein Vater, und erst sein letztgeborener Bruder Zeus errettete ihn und seine anderen Geschwister, indem er ihn befreite. Danach hielt Poseidon Kronos mit seinem Dreizack in Schach, während Zeus Kronos und das Göttergeschlecht der Titanen, mit seinen Blitzen, endgültig besiegte. Als die Welt in drei Teile geteilt wurde, erhielt Zeus den Himmel, Hades (ein weiterer Bruder Poseidons) die Unterwelt und Poseidon das Meer.

### Ehe und Lieben
Poseidon war mit Amphitrite verheiratet und hatte mit ihr den Sohn Triton und die Töchter Rhode und Benthesikyme.

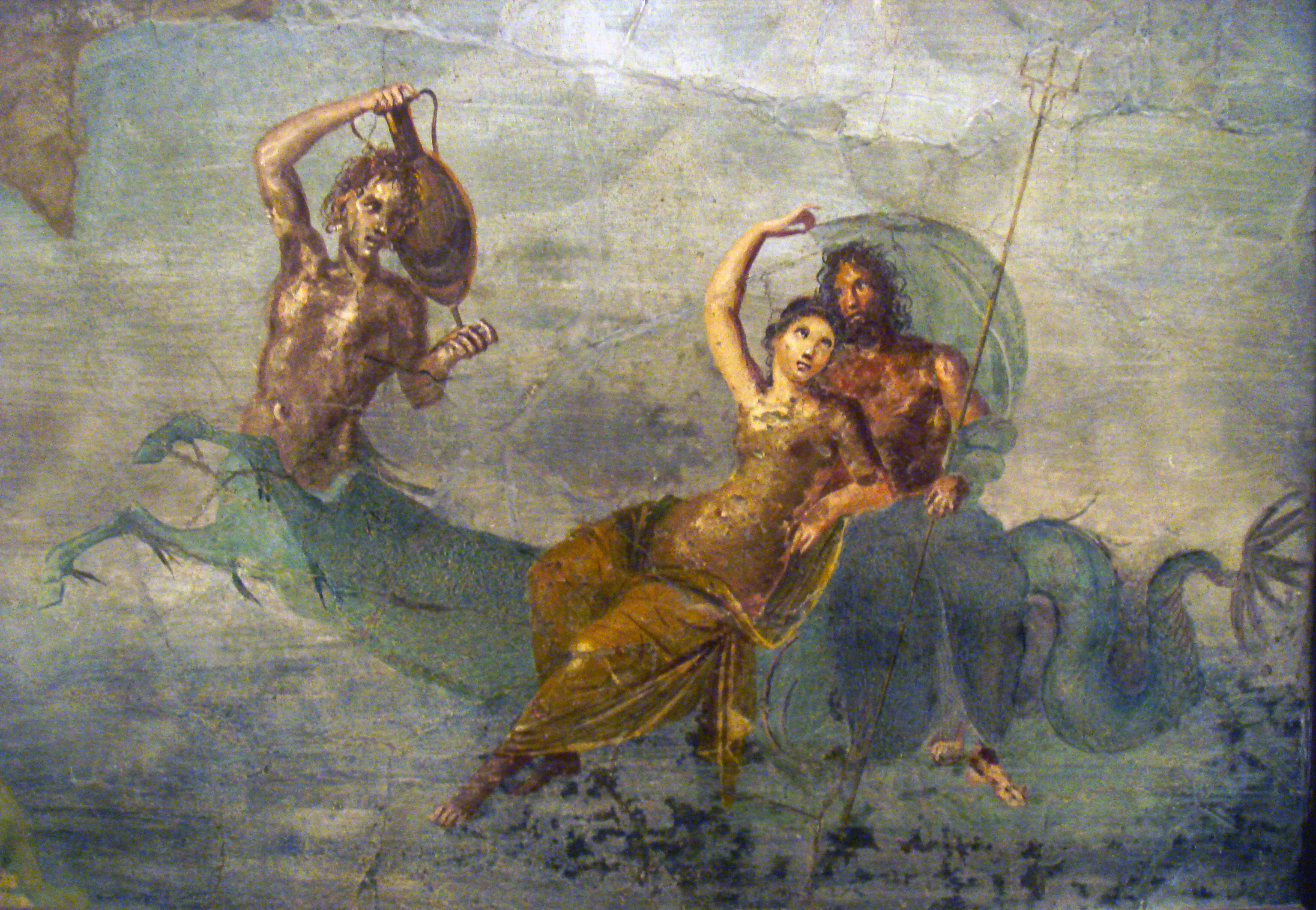
Neptun und Amphitrite, Fresko aus Pompeji

Aus zahlreichen Liebschaften – oft mit Meernymphen (Nereiden, Okeaniden) – gingen weitere Kinder hervor, wie z. B. der Riese Orion und der einäugige menschenfressende Zyklop Polyphem sowie Phaiax, der Stammvater der Phaiaken, den ihm die Nymphe Korkyra gebar. Der Pegasus, das geflügelte Pferd, Sohn der Medusa, war ebenfalls ein Kind des Poseidon. Das Pferd Areion zeugte Poseidon laut Bibliotheke des Apollodor mit Demeter.
Mit der Erdgöttin Gaia zeugte er Antaios. Zu Poseidons Söhnen zählt der Ringkämpfer Kerkyon. Er liebte auch den jungen Pelops und schenkte ihm ein prächtiges Gespann. Poseidon war der Vater des Brüderpaares Otos und Ephialtes, den Aloiden, deren Mutter Iphimedeia ist.
In Platons Atlantis-Dialogen wird Poseidon als Stammvater des Herrschergeschlechtes von Atlantis dargestellt. Demnach zeugte Poseidon fünf Zwillingspaare – zehn Söhne – mit der sterblichen Kleito. Deren Namen waren Atlas und Gadeiros (Eumelos auf Griechisch), Ampheres und Euaimon, Mneseas und Autochthon, Elasippos und Mestor, Azaes und Diaprepes. Er teilte Atlantis unter ihnen auf und machte sie zu Königen von Atlantis, wobei Atlas die Herrschaft von Poseidon übernahm und so der erste unter ihnen und König der Hauptinsel wurde.

### Sagen

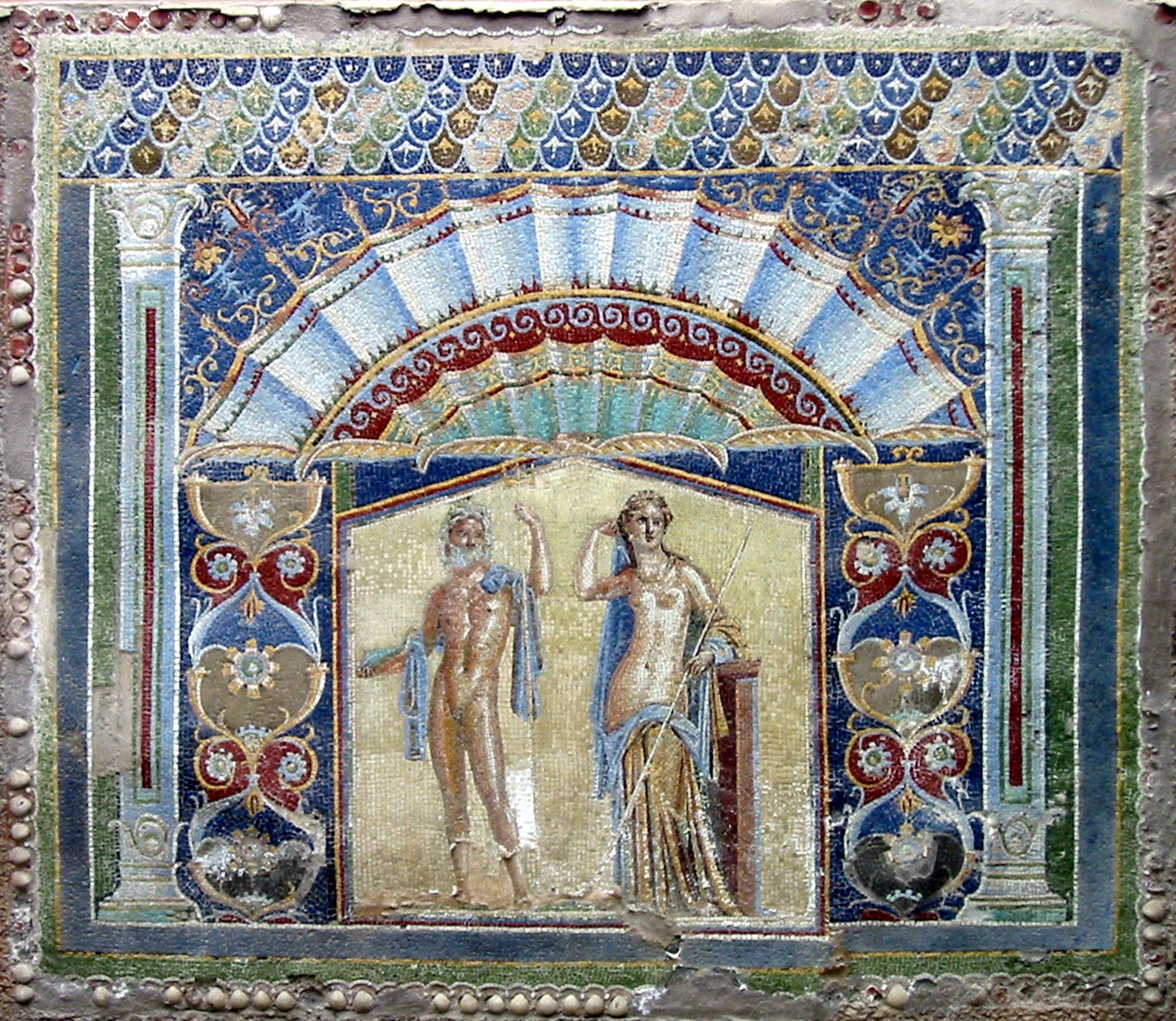
Neptun und Amphitrite, Mosaik aus Herculaneum

Athene und Poseidon stritten um die Schutzherrschaft über Attika. Kekrops I., der König Attikas, entschied, dass beide Götter den Menschen Attikas ein Geschenk machen sollten. Derjenige, der das bessere Geschenk gebe, sollte die Herrschaft erlangen. Der Wettbewerb wurde auf dem Felsen ausgetragen, auf dem später die Akropolis entstehen sollte. Poseidon stieß seinen Dreizack in den Fels und ließ eine Quelle sprudeln (nach anderen Quellen einen Salzwasserquell, oder er gab das Pferd zum Geschenk). Athene pflanzte den ersten Olivenbaum. Kekrops entschied sich für das Geschenk der Athene, und die Hauptstadt von Attika wurde Athen genannt. Aus Wut verdammte Poseidon Kekrops, nie wieder Land berühren zu dürfen. Athene gab ihm Unsterblichkeit und somit die Hoffnung, irgendwann von seinem Schiff der Verdammnis herunter zu kommen.
Weil Poseidon und Apollon Zeus beleidigt hatten, befahl dieser ihnen, König Laomedon von Troja zu dienen. Er ließ sie Mauern um die Stadt bauen und versprach den Göttern, sie reich zu belohnen, ein Versprechen, das er nach Fertigstellung der Mauern brach. Voller Wut schickte Poseidon ein Meeresungeheuer (oder nach anderen Erzählungen auch einen Löwen). Ihm sollte zur Begütigung Hesione, die Tochter Laomedons (die er mit Leukippe hatte), geopfert werden, jene wurde aber von Herakles gerettet. Er gab sie seinem Gefährten Telamon zur Frau.
In einer weiteren Sage verwandelte er das Mädchen Kainis, das sich ihm hingegeben hatte, auf deren Wunsch in einen unverwundbaren Mann.

## Verarbeitungen in Film und Literatur
Am bekanntesten ist Poseidon für seinen unerbittlichen Hass auf Odysseus, zumal dieser auf seiner zehnjährigen Odyssee seinen Sohn Polyphem blendete, wie Homer berichtet. Außerdem hatte Odysseus das dem Poseidon heilige Pferd dazu missbraucht, die Trojaner zu überlisten.
Von Franz Kafka existiert eine kurze Geschichte namens Poseidon aus dem Jahre 1920.
In der Jugendbuchreihe Percy Jackson des Amerikaners Rick Riordan ist Poseidon der Vater des jungen Helden, der im ersten Teil erfährt, dass er ein Halbgott ist. In der Verfilmung Percy Jackson – Diebe im Olymp wird Poseidon von Kevin McKidd gespielt.
Von 1962 bis 1991 erschien in deutscher Sprache eine maritime Zeitschrift mit dem Namen „Poseidon“.
In dem Film Pirates of the Caribbean: Salazars Rache aus dem Jahr 2017 ist Poseidons Dreizack das zentrale Element, um die Herrschaft über die Weltmeere zu erlangen.